# Cheng Pei-pei

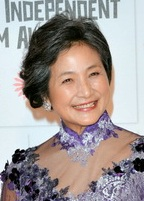
Cheng Pei-pei, 2014

Cheng Pei-pei (chinesisch 鄭佩佩 / 郑佩佩, Pinyin Zhèng Pèipèi, Jyutping Zeng6 Pui3pui3; * 6. Januar 1946 in Shanghai, Republik China; † 18. Juli 2024 in der San Francisco Bay Area, USA) war eine chinesische Schauspielerin, bekannt für ihre Rollen als Kämpferin in zahlreichen Wuxia-Filmen.

## Leben und Karriere
Geboren 1946 in Shanghai startete Cheng schon in jungen Jahren ihre Filmkarriere bei Shaw Brothers in Hongkong. Bereits mit 19 hatte sie ihren großen Durchbruch in King Hus Wuxia-Film Come Drink With Me – Das Schwert der gelben Tigerin. Hu besetzte sie für die Rolle von Golden Swallow, da sie als Tänzerin Balletterfahrung mitbrachte und so die Kampfszenen meistern konnte. Es gab zwar auch schon vorher weibliche Kämpfer im chinesischen Kino, aber dieser Film erreichte in dieser Hinsicht ein neues Niveau. So machte Come Drink With Me Cheng praktisch über Nacht zum Star.
In der Folgezeit spielte sie in zahlreichen Wuxia-Filmen und wurde zur wichtigsten Darstellerin von Swordswoman-Rollen im Hongkong-Kino. Nach ihrer Heirat 1974 zog sich Cheng für lange Jahre ins Privatleben zurück, was für weibliche Filmstars in Hongkong durchaus nicht ungewöhnlich ist. Sie lebte in dieser Zeit in den Vereinigten Staaten. Sie hatte vier Kinder; ihre Tochter Eugenia Yuan ist ebenfalls Schauspielerin.
1986 kehrte Cheng zum Film zurück, spielte aber meist nur kleinere Rollen. Internationale Beachtung fand sie dann mit der Rolle der Jadefuchs in Tiger and Dragon.

## Filmografie (Auswahl)
- 1964: Lovers’ Rock
- 1965: The Lotus Lamp
- 1965: Song of Orchid Island
- 1966: Come Drink with Me – Das Schwert der gelben Tigerin
- 1966: Princess Iron Fan
- 1967: Blue Skies – Blau ist der Himmel
- 1967: The Dragon Creek
- 1967: Hong Kong Nocturne
- 1967: Operation Lipstick
- 1967: The Thundering Sword
- 1968: Golden Swallow
- 1968: The Jade Raksha
- 1968: That Fiery Girl
- 1969: Dragon Swamp
- 1969: The Flying Dagger
- 1969: The Golden Sword
- 1969: Raw Courage
- 1970: Brothers Five
- 1970: Lady of Steel
- 1971: The Lady Hermit
- 1971: The Shadow Whip – Im Schatten der tödlichen Peitsche
- 1973: None But the Brave – Tie wa
- 1974: Whiplash
- 1983: All the King’s Men
- 1988: Painted Faces – Leben hinter Masken
- 1993: Flirting Scholar
- 1993: Kidnap Of Wong Chak Fai
- 1994: From Zero to Hero
- 1994: The Gods Must Be Funny in China
- 1994: Kung Fu Mistress
- 1994: Lover’s Lover
- 1994: Wing Chun
- 1996: How to Meet the Lucky Stars
- 1999: Four Chefs and a Feast (als Cameo-Auftritt)
- 1999: A Man Called Hero (als Cameo-Auftritt)
- 1999: The Truth About Jane and Sam
- 2000: Fist Power
- 2000: Tiger and Dragon
- 2000: Lavender (als Cameo-Auftritt)
- 2001: The Legend of Black Mask
- 2001: Heroes in Black
- 2001: Shadow Mask
- 2002: Flying Dragon, Leaping Tiger
- 2002: Naked Weapon
- 2004: Sex and the Beauties
- 2004: The Miracle Box
- 2005: House of Harmony – Das Haus der Harmonie
- 2006: Women of Times
- 2006: The Yang Sisters
- 2007: They Wait
- 2014: Lilting